# 母子像 (ステーン)
『母子像』（ははこぞう、独: Mutter und Kind、英: Mother and Child）は、17世紀オランダ黄金時代の画家ヤン・ステーンが板上に油彩で制作した絵画である。ステーンの初期の作品の1つであり、1652年ごろに描かれた。画面右下に画家の署名がある。作品は現在、ドレスデンのアルテ・マイスター絵画館に所蔵されている。

## 作品
若い母親が、毛布に包まれた、ぽっちゃりとした赤ん坊に食事を与えている。母親はシンプルな黒っぽいワンピースを身に着け、その下に白いブラウスを着ている。毛皮のボンネットの下に見える白いリネンの帽子が、彼女の真剣で集中した表情を際立たせる。右側の小さなテーブルの上には、粥の入った小鍋とビスケットがのった淡色の皿が置かれている。画面左の開いた窓からは、向かいの家が見え、その入り口には1人の人物が立っている。
レイデン生まれのステーンは1649年ごろにハーグで結婚したが、この作品はおそらくハーグでの生活の中で描かれたのであろう。このような母子のモティーフやモノクロームに近い色調は、乱雑な環境に多数の人物を配した、生き生きとして陽気な風俗画が多かったステーンの後期の作品には見られない。この作品で、画家は師であったアドリアーン・ファン・オスターデが描いた同様の静かな農民の姿を参考にしたのであろう。